# جيار ناد هرونوم
 جيار ناد هرونوم (بالسلوفاكية: Žiar nad Hronom)‏ مدينة في غرب سلوفاكيا وتتبع إقليم بانسكا بيستريتسا.

## أعلام
- ميلان شكرينيار